# Stato Karen
Lo Stato Karen è una divisione amministrativa della Birmania conosciuta anche come Stato Kayin. La città capitale è Pa-An. Il controllo della zona è oggetto di disputa fra l'esercito separatista Karen e il governo birmano.
Il popolo Karen in Birmania è cristiano, buddhista ed animista. La maggior parte dei Karen cristiani sono protestanti.
Le principali città sono:
- Pa-An
- Hlaignbwe
- Hpapun
- Thandang
- Thandanggyi
- Myawaddy
- Kawkareik
- Kyaikdo
- Kyain Seikgyi
- Payathonsu